# 南关街道 (洛阳市)
南关街道，是中华人民共和国河南省洛陽市老城区下辖的一个乡镇级行政单位。

## 行政区划
南关街道下辖以下地区：
南门口街社区和贴廓巷社区。